# 名皿部村
名皿部村（なさらべむら）はかつて岐阜県郡上郡に存在した村である。
現在の郡上市大和町名皿部に該当する。

## 歴史
- 1889年（明治22年）7月1日 - 町村制で名皿部村発足。
- 1897年（明治30年）4月1日 - 有坂村、島村、落部村と合併し西川村が発足。同日名皿部村廃止。